# Gerhard Jaschke

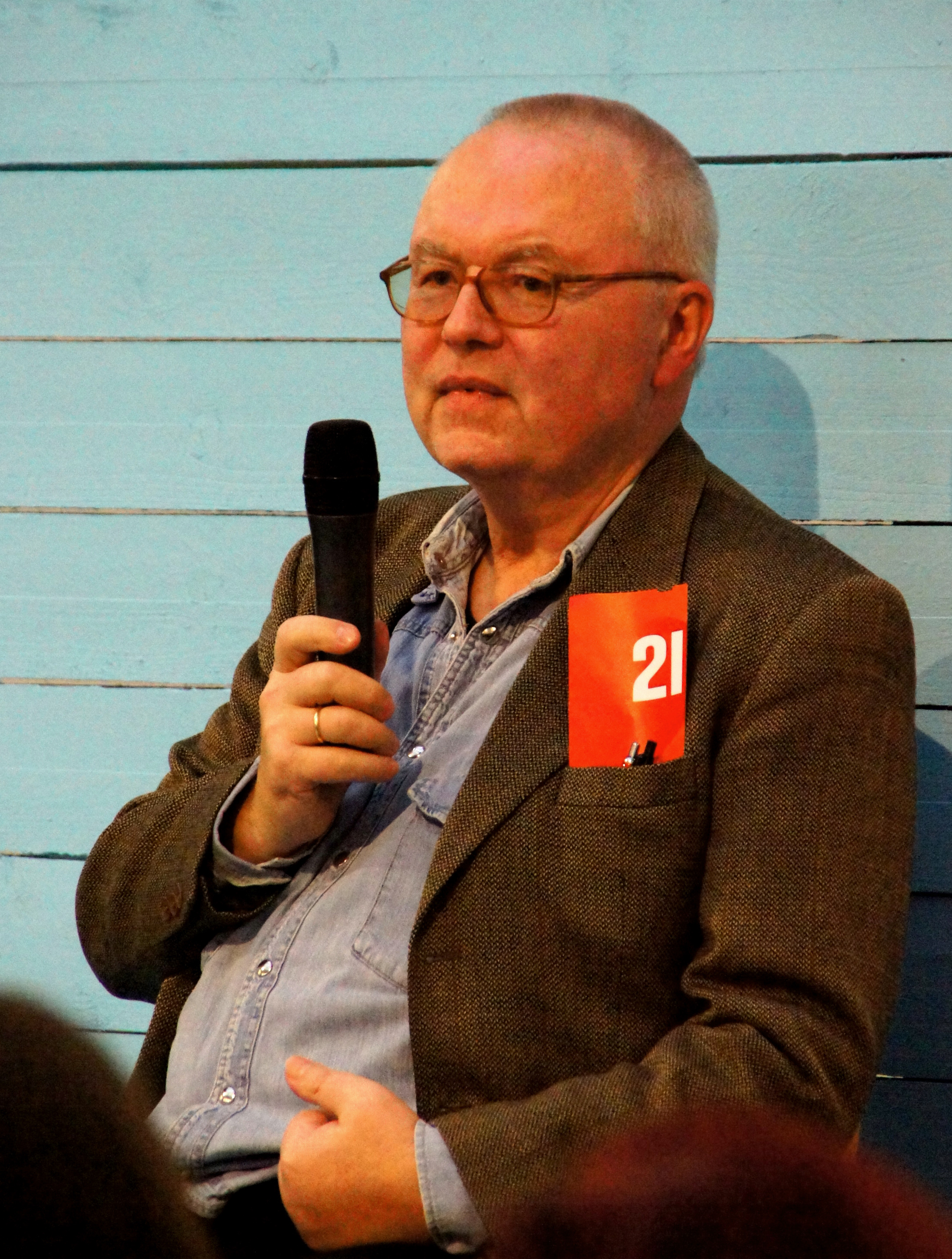
Gerhard Jaschke, Wien, 2013

Gerhard Jaschke (geboren am 7. April 1949 in Wien; gestorben am 8. Jänner 2025) war ein österreichischer Autor und Herausgeber der Literaturzeitschrift Freibord.

## Leben
Gerhard Jaschke studierte Rechtswissenschaften (ohne Abschluss) und war ab 1970 freischaffender Autor. 1976 gründete er zusammen mit Hermann Schürrer die Zeitschrift und Edition Freibord. Seine literarische Arbeit bestand einerseits in Arbeiten im Bereich Anagramm und Lipogramm, in der Dichtung mit methodischer Beschränkung. Von 1986 bis 2009 war Jaschke Lehrbeauftragter für Literaturgeschichte an der Akademie der bildenden Künste Wien.
Jaschke veröffentlichte Kurzprosa und Lyrik und trat als Zeichner in Erscheinung. Unter anderem erschien im Jahr 2003 in der Edition fundamental in Köln der Band Wie noch nie, verfasst zum 10. Todestag des Lyrikers Josef Enengl. In der Wiener Edition Das fröhliche Wohnzimmer erschienen die Bände stubenrein, wortfest und nach wie vor. handschriftlich. 2015 veröffentlichte er im Sonderzahl Verlag den Band KURUMBA oder Die nicht geschriebenen Sätze. Strähnen – Stränge – Fäden.
Er organisierte zahlreiche Veranstaltungen u. a. zur Konkreten Poesie und zu Fluxus und Neo-Dada. Gemeinsam mit Ilse Kilic war er Geschäftsführer der Grazer Autorinnen Autorenversammlung.
Gerhard Jaschke starb am 8. Jänner 2025 im Alter von 75 Jahren.

## Anerkennungen (Auswahl)
- 1980 Anerkennungspreis des Landes Niederösterreich für Literatur
- 1983 Förderungspreis der Stadt Wien für Literatur
- 1993 Victor Otto Stomps-Preis der Landeshauptstadt Mainz
- 2010 Niederösterreichischer Kulturpreis in der Kategorie Literatur[2]

## Werke
- Windschiff einer ersten Blindschrift. Gedichte und Zeichnungen. Freibord, Wien 1977.
- Ausgewählte Gedichte 1971–1980. Freibord-Sonderdruck 4, Wien 1980.
- Gedichte zur freien Entfaltung. Edition Freibord, Wien 1984.
- das zweite Land. herbstpresse, Wien 1987, ISBN 3-900476-10-7.
- Absichtslose Kunst, Gespräche nicht nur über Zäune. Telefonzeichnungen 1983–1989. herbstpresse, Wien 1987, ISBN 3-900476-27-0.
- Faungabe – Aufgaben / Anagramme. Edition Freibord, Wien 1988.
- Proviele. Edition Freibord, Wien 1988, ISBN 3-900483-11-6.
- Ursachen rauschen. Anagramme. Edition Fundamental, Köln 1990.
- mit Tone Fink: Trostpflaster. Edition Freibord, Wien 1990, ISBN 3-900483-28-0.
- Schraube locker und anderes angefangene. Unsinn aller Art. Edition Freibord, Wien 1991.
- von der täglichen umdichtung des lebens alleingelassener singvögel in geschlossenen literaturapotheken am offenen mehr. innsbrucker poetik-vorlesungen 1990. Edition Freibord, Wien 1992.
- Treues Steuer. Einwortdichtungen- oder Endlich Arges gleich anders. Wortschatzerweiterung. Ein Wort gibt das andere. Beim Wortgenommen. Ein Zwischenbericht. Verlag Rainer, Berlin 1992, ISBN 3-88537-138-3.
- Von mir aus. Auf Zeichnungen. Splitter, Skizzen, Schiefer, Striche. Edition Splitter, Wien 1993, ISBN 3-901190-08-2.
- Blauer Schocker. Edition Freibord, Wien 1995, ISBN 3-900483-39-6.
- Reizwort Nitsch – Das Orgien Mysterien Theater im Spiegel der Presse. Sonderzahl, Wien 1995, ISBN 3-85449-067-4.
- Illusionsgebiet. Nervenruh. Kurzprosa. Sonderzahl, Wien 1997, ISBN 3-85449-121-2.
- Stubenrein. Edition Das fröhliche Wohnzimmer, Wien 1998, ISBN 3-900956-39-1.
- mit Werner Herbst: Vom Häkchen zum Haken. Edition Freibord, Wien 1999.
- alles in allem, ausgewählte gedichte. Edition Fundamental, Köln 1999.
- alles klar natürlich. Gedichte (= Lyrik aus Österreich. Band 83). Verlag Grasl, Baden bei Wien 2000, ISBN 3-85098-247-5.
- Schlenzer. Texte. edition selene, Wien 2000, ISBN 3-85266-135-8.
- Anfänge – Zustände: Ein Lesebuch. Literaturedition Niederösterreich, St. Pölten 2007, ISBN 978-3-901117-90-9.
- Endlich doch noch – Kurzprosa. Edition Sonderzahl, Wien 2008, ISBN 978-3-85449-282-5.
- Immer wieder Nitsch. Stimmen zum Sechs-Tage-Spiel. Verlag des o.m. Theaters, Prinzendorf 2008.
- rund um die grüne soße. Frankfurter Notate. Offsetfarblithos von Toni Kurz. Edition Thurnhof, Horn 2009, ISBN 978-3-900678-06-7.
- Weltbude. Edition Sonderzahl, Wien 2009, ISBN 978-3-85449-308-2.
- Abwesend anwesend – Anwesend abwesend'. Noch mehr Weltbude. Sonderzahl, Wien 2012, ISBN 978-3-85449-362-4.
- Allerweltsgedichte (= Lyrik der Gegenwart. Band 35). Edition Art Science, St. Wolfgang 2013, ISBN 978-3-902864-26-0.
- JAWA Sprachklang. Neue Lyrik, Prosa und Drama. Offsetfarblithographien von Ingrid Wald. Edition Thurnhof, Horn 2014, ISBN 978-3-900678-29-6.
- KURUMBA oder Die nicht geschriebenen Sätze. Strähnen – Stränge – Fäden. Sonderzahl, Wien 2014, ISBN 978-3-85449-424-9.
- Kopflinien-Kontakte. edition ch, Wien 2015, ISBN 978-3-901015-58-8.
- bis auf weiteres. Gedichte (= Neue Lyrik aus Österreich. Band 14). Berger, Horn 2016, ISBN 978-3-85028-733-3.
- Gemischte Freuden. Sätze (Kleinstprosa). Ritter Verlag, Klagenfurt 2018, ISBN 978-3-85415-573-7.
- Geliehene Leben. Nachsätze. Ritter Verlag, Klagenfurt 2020, ISBN 978-3-85415-614-7.
- wie nie danach. An- bis Zusätze. Ritter Verlag, Klagenfurt 2022, ISBN 978-3-85415-639-0.